# Piper setosum
Piper setosum är en pepparväxtart som beskrevs av Trel. & Yunck.. Piper setosum ingår i släktet Piper och familjen pepparväxter. Inga underarter finns listade i Catalogue of Life.